# Helena Karolina Wittelsbach
Helena Bawarska (niem. Helene Caroline Therese; ur. 4 kwietnia 1834 w Monachium, zm. 16 maja 1890 w Ratyzbonie), zwana Néné – księżna von Thurn und Taxis jako żona Maksymiliana Antoniego von Thurn und Taxis. Była najstarszą córką Maksymiliana Bawarskiego i Ludwiki Wilhelminy Wittelsbach oraz siostrą cesarzowej Elżbiety, zwanej Sisi.

## Życiorys

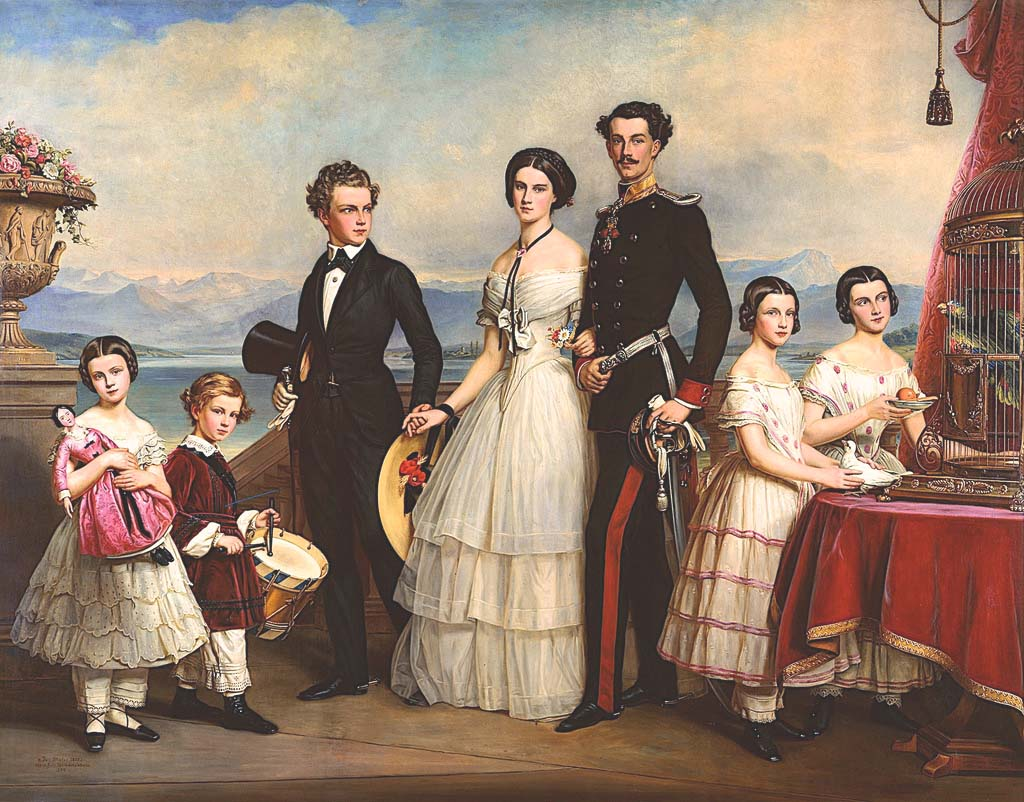
Rodzeństwo Wittelsbach

### Rodzina
Helena urodziła się 4 kwietnia 1834 roku w Monachium jako najstarsza córka księcia Maksymiliana Bawarskiego, wywodzącego się z młodszej linii książęcej Wittelsbachów. Jej matka, Ludwika Wilhelmina, była córką Maksymiliana I Józefa, pierwszego króla Bawarii oraz siostrą Ludwika I. Helena miała ośmioro rodzeństwa: 
- Ludwika Wilhelma (Louis) (1831-1920), księcia w Bawarii
- Elżbietę Amalię Eugenię (Sisi) (1837-1898), cesarzową Austrii, królową Węgier
- Karola Teodora (Gackl) (1839-1909)
- Marię Zofię (1841-1925), żonę Franciszka II, króla Obojga Sycylii, obalonego przez Garibaldiego
- Matyldę Ludwikę (Spatz) (1843-1925), żonę Ludwika Sycylijskiego, hrabiego Trani
- Maksymiliana (1845)
- Zofię Charlottę Augustę (1847-1897), żonę Ferdynanda Orleańskiego, księcia Alençon, wnuka Ludwika Filipa I
- Maksymiliana Emanuela (Mapperl) (1849-1893)

### Dzieciństwo i okres młodzieńczy

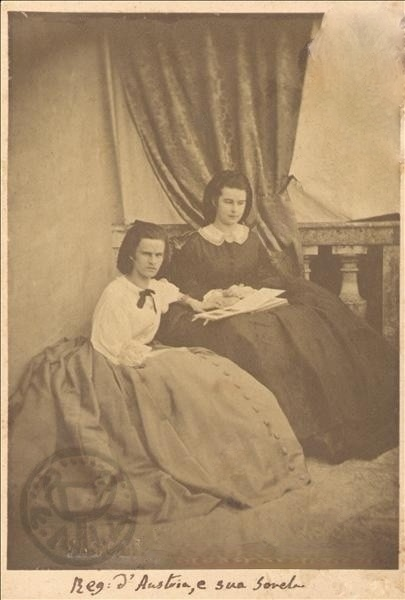
Helena z siostrą Elżbietą

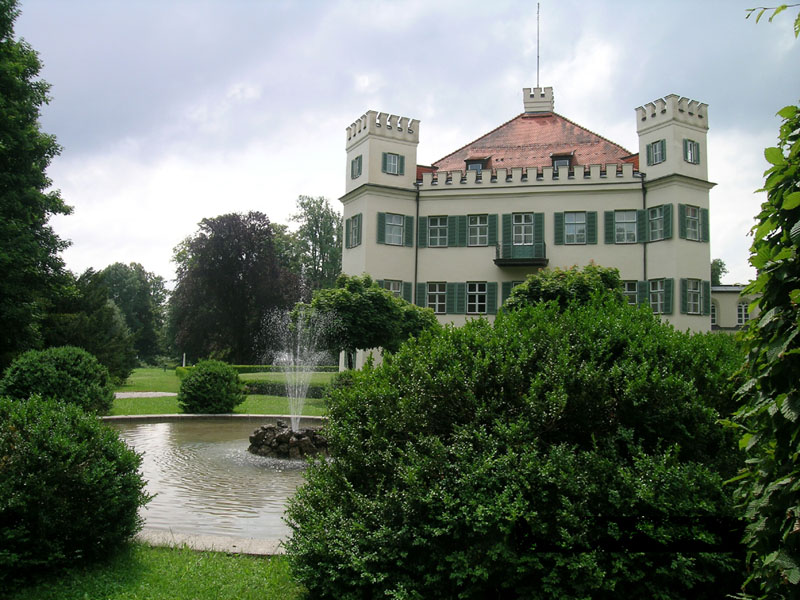
Zameczek Possenhofen

Helena dzieciństwo spędziła w zamku Possenhofen nad jeziorem Starnberg. Odebrała staranne wykształcenie. A jej uroda sprawiła, że rodzice oczekiwali dla niej szczególnie dobrej partii.
Matka Heleny, Ludwika, ustaliła ze swoją siostrą, arcyksiężną Zofią, że Néné poślubi swojego kuzyna, następcę tronu austriackiego – Franciszka Józefa I. Latem 1853 Helena wraz z matką i młodszą siostrą, Elżbietą, pojechały do austriackiego kurortu Bad Ischl, gdzie miały odbyć się zaręczyny. Jednak młody Franciszek Józef zakochał się w piętnastoletniej wówczas Sisi, która ostatecznie została jego żoną. Mimo tego, że to Sisi została cesarzową, stosunki między siostrami były bardzo dobre.

### Dorosłe życie
W wieku 22 lat, kiedy Helenę określano już mianem „starej panny”, poznała księcia Maksymiliana Antoniego von Thurn und Taxis, którego poślubiła 24 sierpnia 1858. Para miała czworo dzieci: 
- Luizę (ur. 1 czerwca 1859, zm. 20 czerwca 1948)
- Elżbietę Marię (ur. 28 maja 1860, zm. 7 lutego 1881)
- Maksymiliana Marię (ur. 24 czerwca 1862, zm. 2 czerwca 1885)
- Alberta (ur. 8 maja 1867, zm. 22 stycznia 1952)

Krótko po narodzinach ostatniego syna, w czerwcu 1867 Helena owdowiała. Jej mąż, Maksymilian Antoni zmarł w wieku 36 lat z powodu choroby nerek.

### Śmierć
W 1890 poważnie zachorowała. Na łożu śmierci Helenę odwiedziła jej młodsza siostra, cesarzowa Elżbieta. Według słów arcyksiężniczki Marii Walerii siostry odbyły rozmowę, jak zawsze w języku angielskim. Na słowa Sisi – „Życie zadawało nam obu ciężkie rany” – Néné miała odpowiedzieć: „Tak, ale miałyśmy serca”.
Helena zmarła 16 maja 1890 w Ratyzbonie. Zgodnie z jej wolą została pochowana w grobowcu rodzinnym Thurn und Taxis w Ratyzbonie.

## Genealogia
| Prapradziadkowie               | Jan Wittelsbach (Pfalz-Gelnhausen) (1698-1780) ∞1743 Zofia Charlotta Salm-Dhaun (1719-1770)                 | Fryderyk Michał Wittelsbach (Pfalz-Birkenfeld) (1724-1767) ∞1746 Maria Franciszka Wittelsbach (Pfalz-Sulzbach) (1724-1794) | Karol Arenberg ∞ Luiza Małgorzata de la Marck-Schleiden                                                     | Ludwik Józef de Maill ∞ Adelajda Julia d’Hautefort                                                          | Christian III Wittelsbach (Pfalz-Zweibrücken) (1674-1735) ∞1719 Karolina Nassau-Saarbrücken (1704–1774)                    | Józef Karol Wittelsbach (Pfalz-Sulzbach) (1694-1729) ∞1717 Elżbieta Augusta Wittelsbach (1693-1728)                        | wielki książę Badenii Karol Fryderyk Badeński (1728-1811) ∞1751 Karoline Luise Hessen-Darmstadt(1723-1783)  | landgraf Hesji-Darmstadt Ludwik IX (1719-1790) 1741 Karolina Wittelsbach (Pfalz-Zweibrücken)                |
| Pradziadkowie                  | książę w Bawarii Wilhelm Wittelsbach (1752-1837) ∞1780 Anna Maria Wittelsbach (1753-1824)                   | książę w Bawarii Wilhelm Wittelsbach (1752-1837) ∞1780 Anna Maria Wittelsbach (1753-1824)                                  | Ludwik Maria Arenberg (1757-1795) ∞ Anna de Mailly-Nesle (1766-1789)                                        | Ludwik Maria Arenberg (1757-1795) ∞ Anna de Mailly-Nesle (1766-1789)                                        | Fryderyk Michał Wittelsbach (Pfalz-Birkenfeld) (1724-1767) ∞1746 Maria Franciszka Wittelsbach (Pfalz-Sulzbach) (1724-1794) | Fryderyk Michał Wittelsbach (Pfalz-Birkenfeld) (1724-1767) ∞1746 Maria Franciszka Wittelsbach (Pfalz-Sulzbach) (1724-1794) | Karol Ludwik Badeński (1755–1801) ∞1775 Amalia Fryderyka Hessen-Darmstadt (1754-1832)                       | Karol Ludwik Badeński (1755–1801) ∞1775 Amalia Fryderyka Hessen-Darmstadt (1754-1832)                       |
| Dziadkowie                     | książę w Bawarii Pius Wittelsbach (1786-1837) ∞1807 Amalia Luiza Arenberg (1789-1823)                       | książę w Bawarii Pius Wittelsbach (1786-1837) ∞1807 Amalia Luiza Arenberg (1789-1823)                                      | książę w Bawarii Pius Wittelsbach (1786-1837) ∞1807 Amalia Luiza Arenberg (1789-1823)                       | książę w Bawarii Pius Wittelsbach (1786-1837) ∞1807 Amalia Luiza Arenberg (1789-1823)                       | król Bawarii Maksymilian I Józef Wittelsbach (1756-1825) ∞1797 Karolina Fryderyka Badeńska (1776-1841)                     | król Bawarii Maksymilian I Józef Wittelsbach (1756-1825) ∞1797 Karolina Fryderyka Badeńska (1776-1841)                     | król Bawarii Maksymilian I Józef Wittelsbach (1756-1825) ∞1797 Karolina Fryderyka Badeńska (1776-1841)      | król Bawarii Maksymilian I Józef Wittelsbach (1756-1825) ∞1797 Karolina Fryderyka Badeńska (1776-1841)      |
| Rodzice                        | książę w Bawarii Maksymilian Józef Wittelsbach (1808-1888) ∞1828 Ludwika Wilhelmina Wittelsbach (1808-1892) | książę w Bawarii Maksymilian Józef Wittelsbach (1808-1888) ∞1828 Ludwika Wilhelmina Wittelsbach (1808-1892)                | książę w Bawarii Maksymilian Józef Wittelsbach (1808-1888) ∞1828 Ludwika Wilhelmina Wittelsbach (1808-1892) | książę w Bawarii Maksymilian Józef Wittelsbach (1808-1888) ∞1828 Ludwika Wilhelmina Wittelsbach (1808-1892) | książę w Bawarii Maksymilian Józef Wittelsbach (1808-1888) ∞1828 Ludwika Wilhelmina Wittelsbach (1808-1892)                | książę w Bawarii Maksymilian Józef Wittelsbach (1808-1888) ∞1828 Ludwika Wilhelmina Wittelsbach (1808-1892)                | książę w Bawarii Maksymilian Józef Wittelsbach (1808-1888) ∞1828 Ludwika Wilhelmina Wittelsbach (1808-1892) | książę w Bawarii Maksymilian Józef Wittelsbach (1808-1888) ∞1828 Ludwika Wilhelmina Wittelsbach (1808-1892) |
| Helena Wittelsbach (1834-1890) | | | | | | | | |